# Francesco Luna
Francesco Luna (più propriamente Molineri o Molinari "della Luna"; Murano, 14 ottobre 1586 – ...) è stato un vetraio e storiografo italiano.

## Biografia
Era figlio di Girolamo e di una Fregonio, nipote dell'arcivescovo di Spalato Giovanni Domenico Marcot. I Molineri o Molinari erano una famiglia di vetrai appartenente al Libro d'Oro dei cittadini originari di Murano e veniva detta "della Luna" dall'insegna della loro fornace.
Non si sa nulla della sua formazione. Si può pensare che il prozio arcivescovo lo abbia influenzato, ma solo in parte dato il suo modesto stile letterario. Fu certamente apprendista vetraio presso il padre e, alla sua morte, ne ereditò la fornace assieme al fratello Giacomo, cambiandone il nome "all'insegna del Sol".
La bottega era assai rinomata, tanto che don Giovanni de' Medici, il figlio naturale di Cosimo I che viveva a Murano presso palazzo Cappello, propose ai Luna (che accettarono l'invito nel 1618) di lavorare a Firenze al servizio di Cosimo II. Il granduca aveva allestito presso palazzo Pitti una piccola fornace diretta dal maestro toscano Niccolò Landi.
Giacomo e il cugino Alvise Luna giunsero a Firenze nell'agosto del 1618, approfittando dell'annuale chiusura delle fornaci muranesi e probabilmente con il tacito assenso del Consiglio dei dieci che regolamentava rigidamente l'attività vetraria; tornarono a Venezia verso la fine del mese successivo. Furono nuovamente al servizio dei Medici nel 1619 e nel 1620 e in quest'ultima occasione portarono con sé anche Francesco. Della loro produzione resta testimonianza in alcuni disegni coevi di Jacopo Ligozzi. Alvise Luna fu anche in contatto con Galileo Galilei (tramite Giovanni Francesco Sagredo) che intendeva perfezionare le lenti dei suoi cannocchiali.
Nel 1611 Francesco sposò Angela Pizzochero, di origini modeste, dalla quale ebbe sette figli.
Il suo nome si lega a un Diario di Murano, redatto tra il 1625 e il 1631 su 28 fogli manoscritti e depositato presso la Libreria Marciana dal Consiglio dei Dieci. Nel 1872 l'abate Vincenzo Zanetti lo diede alle stampe, ma ne uscirono solo cinquanta esemplari.
L'opera riporta, in modo discontinuo e lacunoso, alcuni piccoli eventi riguardanti la famiglia Luna e la società muranese, riferendo i rapporti fra i vetrai e i loro problemi economici. Non manca qualche rimando ai fatti politici internazionali, anche se la loro analisi è condizionata dalla limitatezza dell'autore. Il Diario è comunque un lavoro di un certo interesse storico, specialmente nella descrizione di alcuni fatti come la visita di Ladislao IV di Polonia (1625) e quella di Ferdinando II di Toscana (1628). Si parla anche della recita di una commedia (il Pantalon imbertonato di cui lo stesso Luna fu protagonista) e non manca un riferimento ai Trionfi di Petrarca: l'ambiente muranese doveva avere un certo fermento culturale, quasi una parodia di quanto accadeva nei palazzi dei patrizi.
Buona parte del manoscritto, tuttavia, si dedica all'elenco dei morti della peste del 1630-31, che fece molte vittime anche tra i famigliari del Luna (si ricordano la moglie e tre figli). Il diario si interrompe bruscamente nell'agosto del 1631; il suo nome non compare nei necrologi della sua parrocchia di residenza, Santo Stefano, il che fa pensare che il Luna fosse morto egli stesso di peste ricoverato in un lazzaretto.